# Битниця (гміна)
Гміна Битниця (пол. Gmina Bytnica) — сільська гміна у північно-західній Польщі. Належить до Кросненського повіту Любуського воєводства.
Станом на 31 грудня 2011 у гміні проживало 2622 особи.

## Площа
Згідно з даними за 2007 рік площа гміни становила 209.33 км², у тому числі:
- орні землі: 15.00%
- ліси: 76.00%

Таким чином, площа гміни становить 15.06% площі повіту.

## Населення
Станом на 31 грудня 2011:
| Опис     | Загалом | Загалом | Чоловіки | Чоловіки | Жінки | Жінки |
| -------- | ------- | ------- | -------- | -------- | ----- | ----- |
| одиниця  | осіб    | %       | осіб     | %        | осіб  | %     |
| все      | 2622    | 100     | 1316     | 50.19    | 1306  | 49.81 |
| міське   | 0       | 100     | 0        |          | 0     |       |
| сільське | 2622    | 100     | 1316     | 50.19    | 1306  | 49.81 |

## Сусідні гміни
Гміна Битниця межує з такими гмінами: Кросно-Оджанське, Лаґув, Машево, Скомпе, Тожим, Червенськ.